# Веркураго
Веркураго (итал. Vercurago) је насеље у Италији у округу Леко, региону Ломбардија.
Према процени из 2011. у насељу је живело 2799 становника. Насеље се налази на надморској висини од 222 м.

## Становништво
| 1931. | 1936. | 1951. | 1961. | 1971. | 1981. | 1991. | 2001. | 2011. |
| ----- | ----- | ----- | ----- | ----- | ----- | ----- | ----- | ----- |
| 1.328 | 1.390 | 1.864 | 2.087 | 2.841 | 2.854 | 2.805 | 2.784 | 2.833 |